# 磐手 (装甲巡洋艦)
磐手（いわて/いはて）は、大日本帝国海軍の装甲巡洋艦。出雲型装甲巡洋艦の2番艦。

## 艦歴
1901年（明治34年）3月18日、アームストロング社にて竣工し領収。翌日19日に日本へ回航。同年5月17日、横須賀に到着した。
日露戦争時には最新鋭の装甲巡洋艦として第二艦隊の第2戦隊に所属し、殿（しんがり）艦を「磐手」、旗艦を姉妹艦の「出雲」が務めた。後方を任される殿艦は敵の攻撃が集中しやすく蔚山沖海戦や日本海海戦に参加した際には大きな被害を出している。
蔚山沖海戦の際には、撃沈した装甲巡洋艦リューリクの生存者の救助に当たった。この行動は国内外で賞賛され、後にこの救助活動を元にした「上村将軍」という歌が作られている。スラバヤ沖海戦で敵兵を救助した工藤俊作もこの歌を祖母から子守唄のように聞かされていたとされている。
上村将軍(一部) 作詞：佐々木信香 作曲：佐藤茂助
1921年（大正10年）9月1日、1等海防艦に変更（1931年（昭和6年）に等級廃止）。船体の大きいこと、居住性の良さなどから主に練習艦隊参加艦（1916年（大正5年）より）として遠洋航海に従事し、多くの士官候補生を育てた。遠洋航海参加は香取型練習巡洋艦の竣工する前年の1939年（昭和14年）まで続いた。
海防艦の定義見直しにともない1942年（昭和17年）7月1日に一等巡洋艦に復帰。
1945年（昭和20年）7月26日、呉軍港空襲で沈没するまで練習艦として使用された。終戦後、進駐してきたアメリカ軍が着底した「磐手」の映像を記録している。そのあと、サルベージされて解体された。

## 歴代艦長

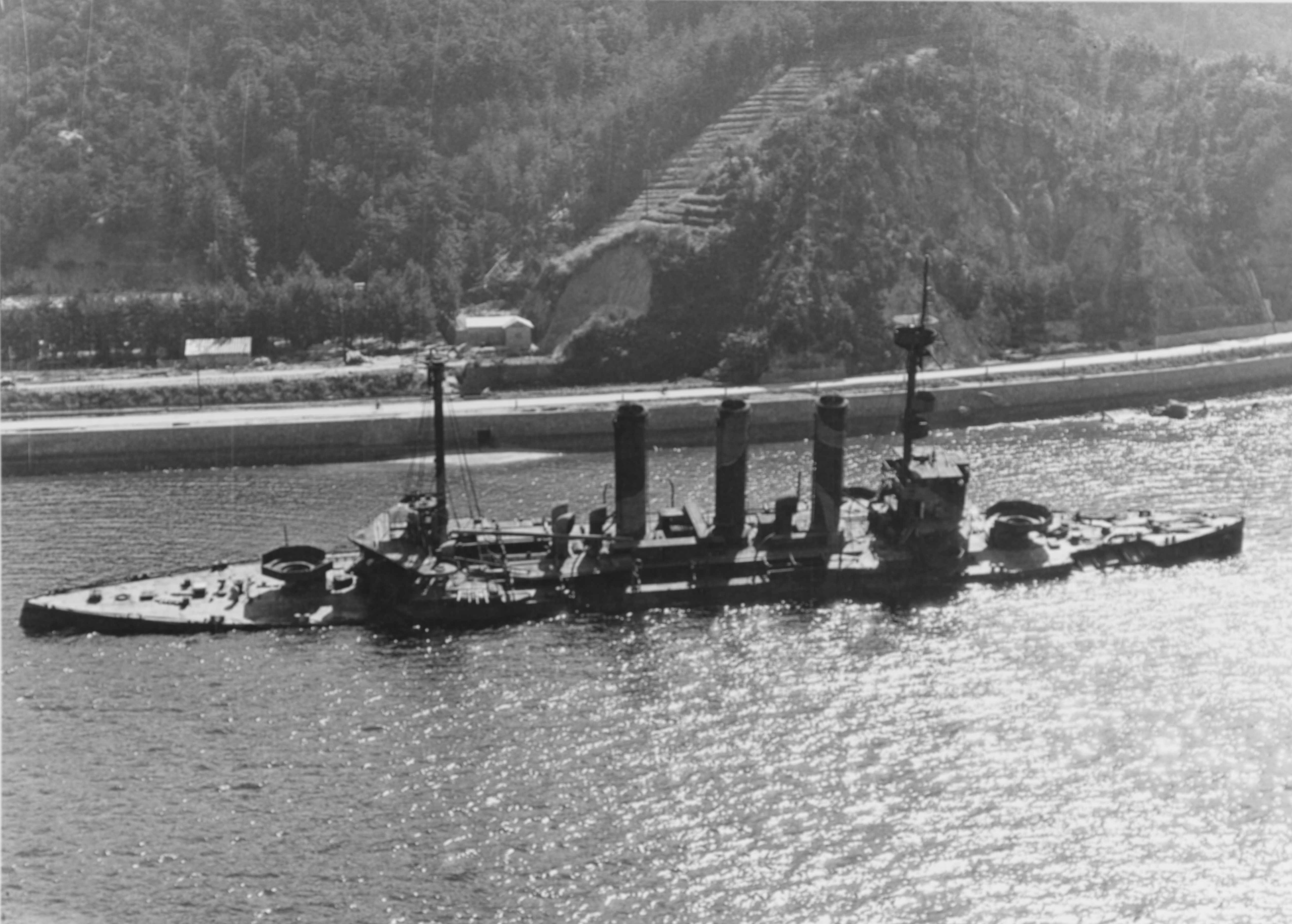
呉空襲で着底した磐手。

※脚注無き限り『日本海軍史』第9巻・第10巻の「将官履歴」及び『官報』に基づく。
回航委員長
- 山田彦八 大佐：1899年6月17日 - 1900年9月1日

艦長
- 山田彦八 大佐：1900年9月1日 - 1901年7月6日
- 武富邦鼎 大佐：1901年7月6日 - 1905年1月12日
- 川島令次郎 大佐：1905年1月12日 - 1906年2月2日
- 山下源太郎 大佐：1906年2月2日 - 1906年11月22日
- 有馬良橘 大佐：1906年11月22日 - 1907年12月17日
- 石田一郎 大佐：1907年12月27日 - 1908年9月15日
- 眞野巌次郎 大佐：1908年9月15日 - 1909年3月4日
- 北野勝也 大佐：1909年3月4日 - 1910年12月1日
- 松岡修蔵 大佐：1910年12月1日 - 1911年5月23日
- 橋本又吉郎 大佐：1911年5月23日 - 1911年12月1日
- 舟越楫四郎 大佐：1911年12月1日 - 1912年7月13日
- 原静吾 大佐：1912年7月13日 - 1913年3月7日
- （兼）山口九十郎 大佐/少将：1913年3月7日 - 1913年5月24日 （本職：薩摩艦長）
- （兼）上村経吉 大佐：1913年5月24日 - 1913年8月31日 （本職：薩摩艦長）
- 井出謙治 大佐：1913年8月31日 - 1913年12月1日
- 廣瀬弘毅 大佐：1913年12月1日 - 1914年10月27日
- 山口鋭 大佐：1914年10月27日 - 1915年4月1日
- 百武三郎 大佐：1915年7月19日 - 1916年9月1日
- 中里重次 大佐：1916年12月1日 - 1918年8月15日
- 筑土次郎 大佐：1918年8月15日 - 1919年11月20日
- 鳥崎保三 大佐：1919年11月20日 - 1921年6月15日
- 有田秀通 大佐：1921年6月15日[8] - 1921年11月20日[9]
- 大寺量吉 大佐：1921年11月20日 - 1923年3月5日
- 米内光政 大佐：1923年3月5日 - 1924年7月18日
- 八角三郎 大佐：1924年7月18日 - 1924年11月1日
- 石川清 大佐：1924年11月1日 - 1925年5月1日
- 枝原百合一 大佐：1925年5月1日[10] - 1926年9月15日
- 亥角喜蔵 大佐：1926年9月15日 - 1927年12月28日
- 公家種次 大佐：1927年12月28日[11] - 1928年12月10日[12]
- 鈴木義一 大佐：1928年12月10日 - 1929年12月24日
- 井上勝純 大佐：1929年12月24日[13] - 1930年12月1日
- 白石邦夫 大佐：1930年12月1日[14] - 1931年4月1日[15]
- 岡田偆一 大佐：1931年4月1日 - 1932年9月26日
- 鈴木嘉助 大佐：1932年9月26日 - 1933年8月25日
- 原清 大佐：1933年8月25日 - 1934年9月1日
- 藤森清一朗 大佐：1934年9月1日 - 1934年11月15日
- 山田省三 大佐：1934年11月15日 - 1935年11月15日
- 角田覚治 大佐：1935年11月15日 - 1936年12月1日
- 醍醐忠重 大佐：1936年12月1日 - 1937年12月1日
- 一瀬信一 大佐：1937年12月1日 - 1938年7月15日
- 小柳冨次 大佐：1938年7月15日 - 1939年1月28日
- （兼）岩越寒季 大佐：1939年1月28日 - 1939年5月1日 （本職：那智艦長）
- 緒方眞記 大佐：1939年5月1日 - 1939年12月27日
- 清水他喜雄 大佐：1939年12月27日[16] - 1940年11月10日[17]
- 大和田昇 大佐：1940年11月10日 - 1941年1月6日
- 平塚四郎 大佐：1941年1月6日[18] - 1941年10月15日[19]
- 石畑四郎 大佐：1941年10月15日[19] - 1942年1月15日[20]
- 岡恒夫 大佐：1942年1月15日[20] - 1942年5月25日[21]
- 松本毅 大佐：1942年5月25日 - 1942年9月5日
- 佐々木喜代治 大佐：1942年9月5日[22] - 1943年2月18日[23]
- 猪瀬正盛 大佐：1943年2月18日[23] - 1943年10月10日[24]
- 大石堅志郎 大佐：1943年10月10日[24] - 1944年7月25日[25]
- 田村保郎 大佐：1944年7月25日[25] - 1944年10月20日[26]
- 岡田有作 大佐：1944年10月20日[26] - 1945年1月6日[27]
- 清水他喜雄 大佐：1945年1月6日[27] - 1945年8月8日[28]

## 同型艦
- 出雲